# Nepenthes neoguineensis
Nepenthes neoguineensis är en tvåhjärtbladig växtart som beskrevs av Macfarl. Nepenthes neoguineensis ingår i släktet Nepenthes och familjen Nepenthaceae. Inga underarter finns listade i Catalogue of Life.

## Bildgalleri

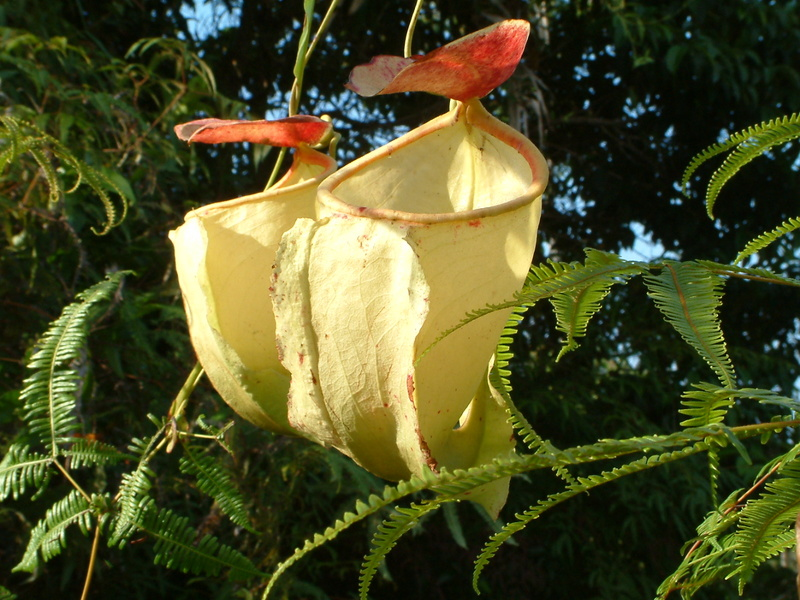
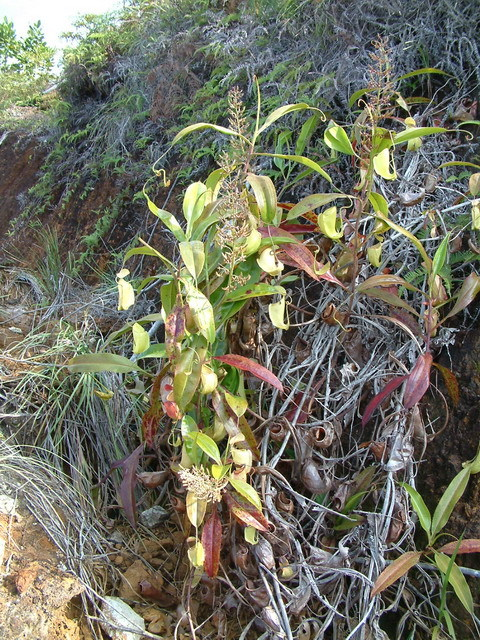
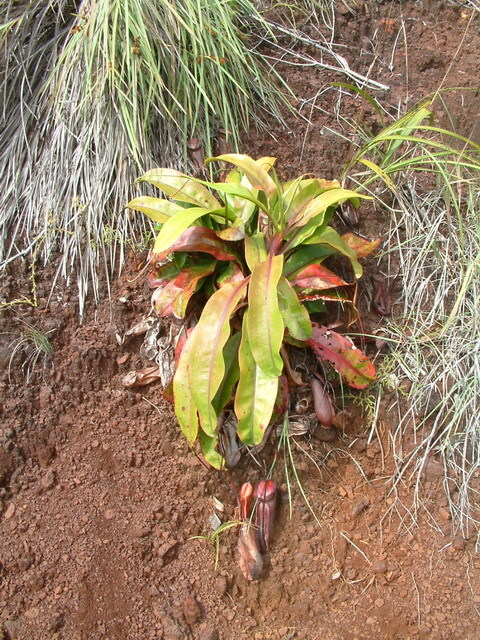
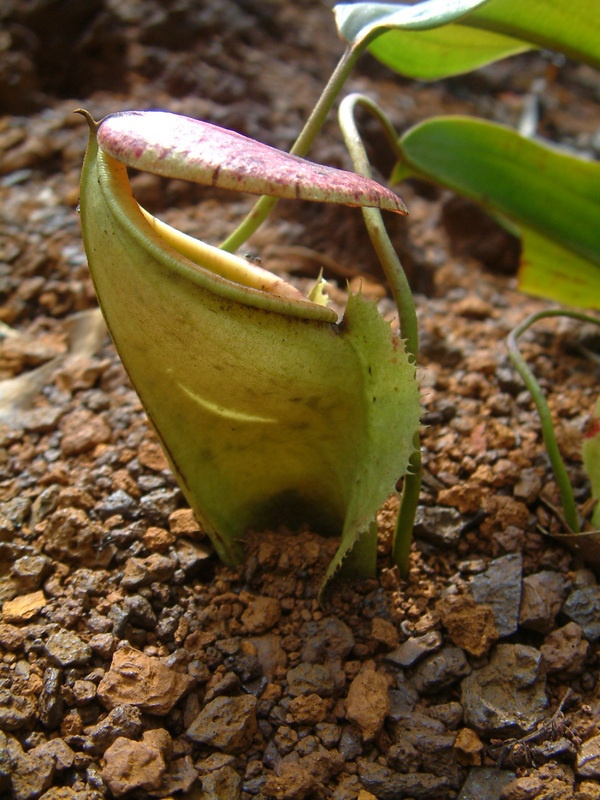
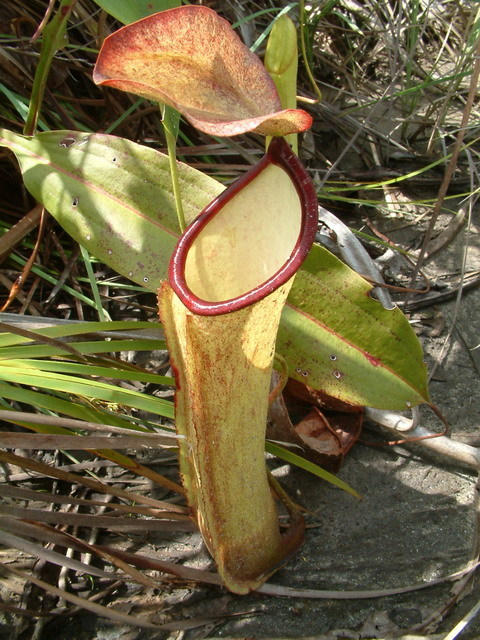
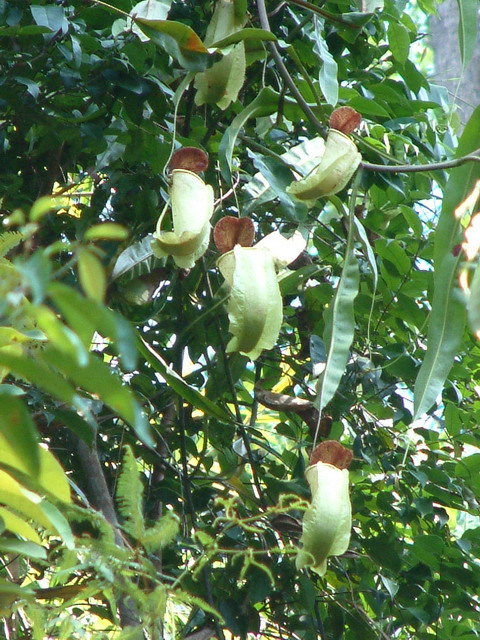